# Englebelmer Communal Cemetery
Le Englebelmer Communal Cemetery  est un cimetière militaire de la Première Guerre mondiale, situé sur le territoire de la commune d' Englebelmer, dans le département de la Somme, au nord-est d'Amiens.

## Localisation
Ce cimetière est situé au sud-ouest du village, à l'entrée du cimetière  communal.

## Histoire

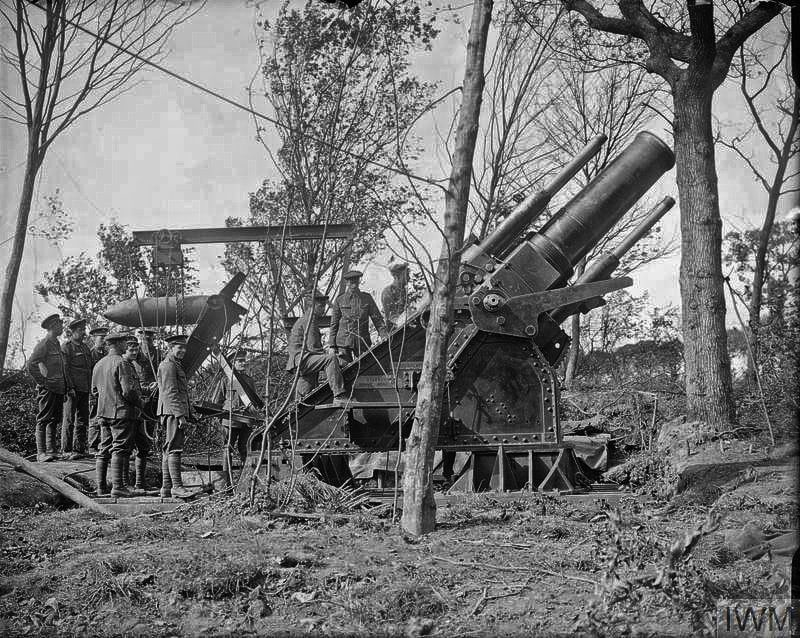
Artilleurs de la Royal Garrison Artillery sur le point de charger un obus dans une brèche d'obusier de 15 pouces. Bois d'Englebelmer, 7 août 1916. © IWM (Q 4196)

Le village d'Englebelmer est resté aux mains des Alliés pendant toute la guerre. Un hôpital de campagne y fut installé à partir de 1915. En automne 1916, puis de nouveau à l'été 1918, le village fut sujet à des bombardements occasionnels. L'extension a été commencée en octobre 1916, fermée en mars 1917 et réutilisée en 1918. 

Il y a maintenant plus de 52 victimes de guerre de 1914 à 1918, 51 britannique et un Néo-Zélandais

## Caractéristiques
Ce cimetière n'est pas délimité. Les tombes sont disposées de part et d'autre de l'allée centrale du cimetière communal.

## Galerie

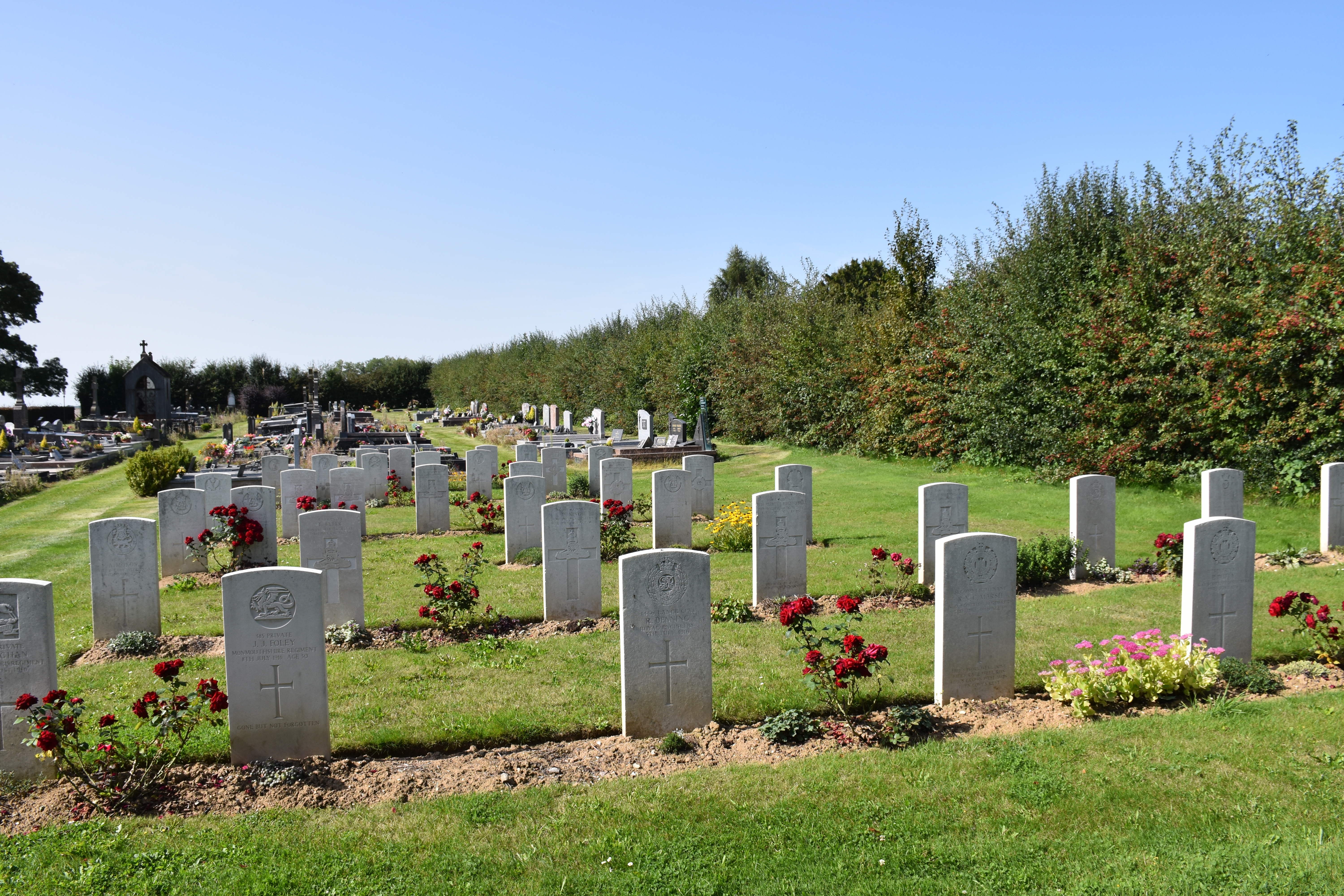
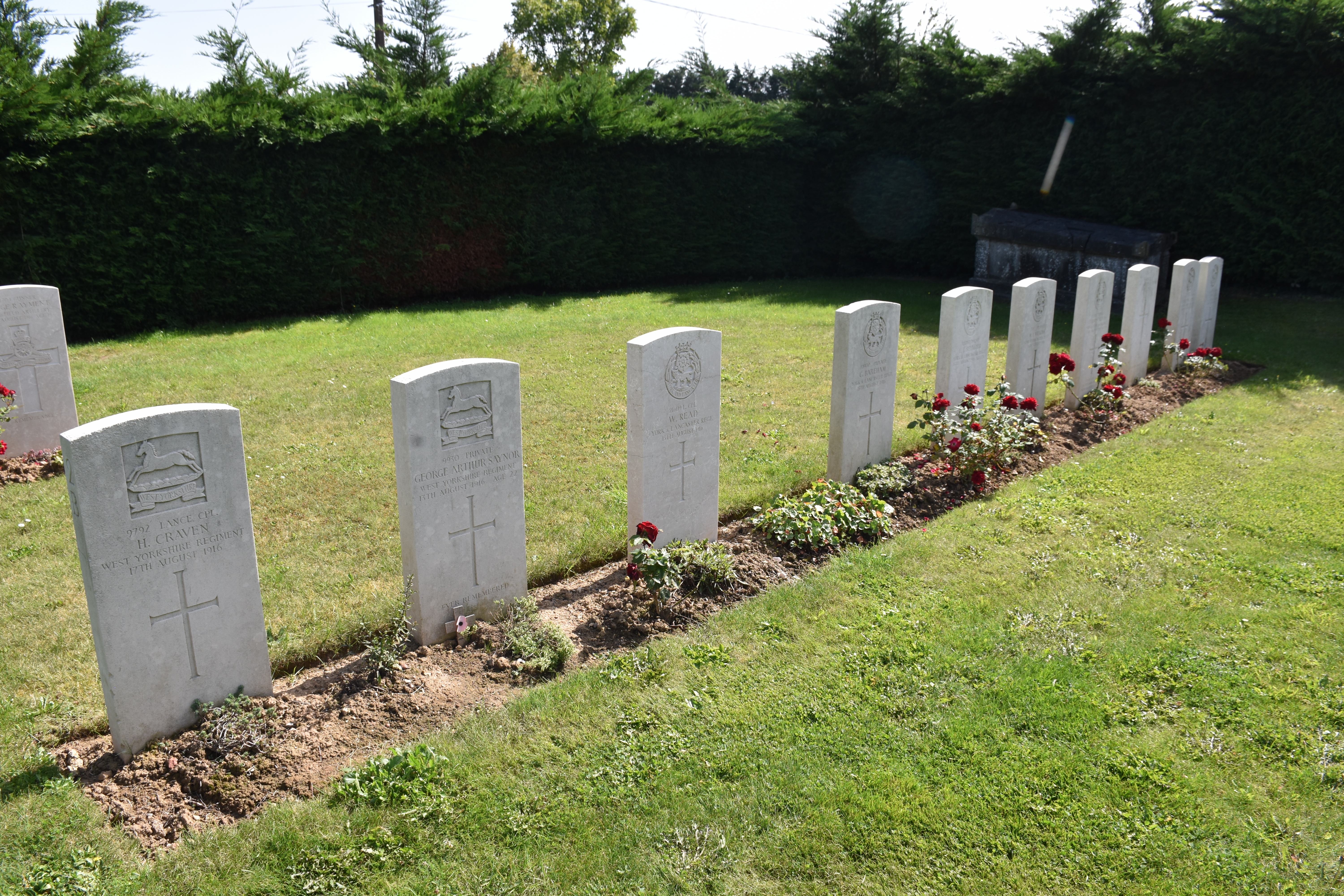
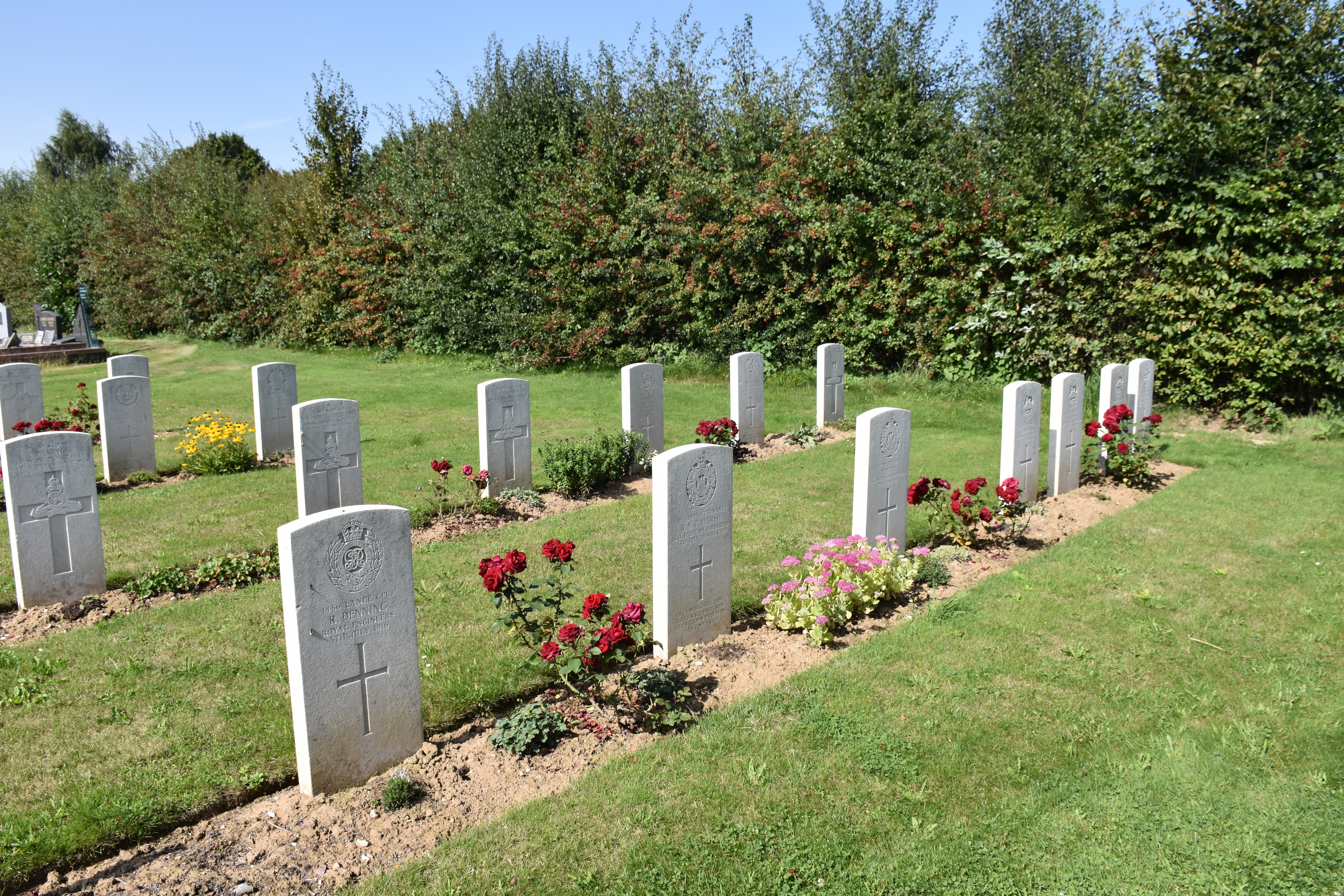
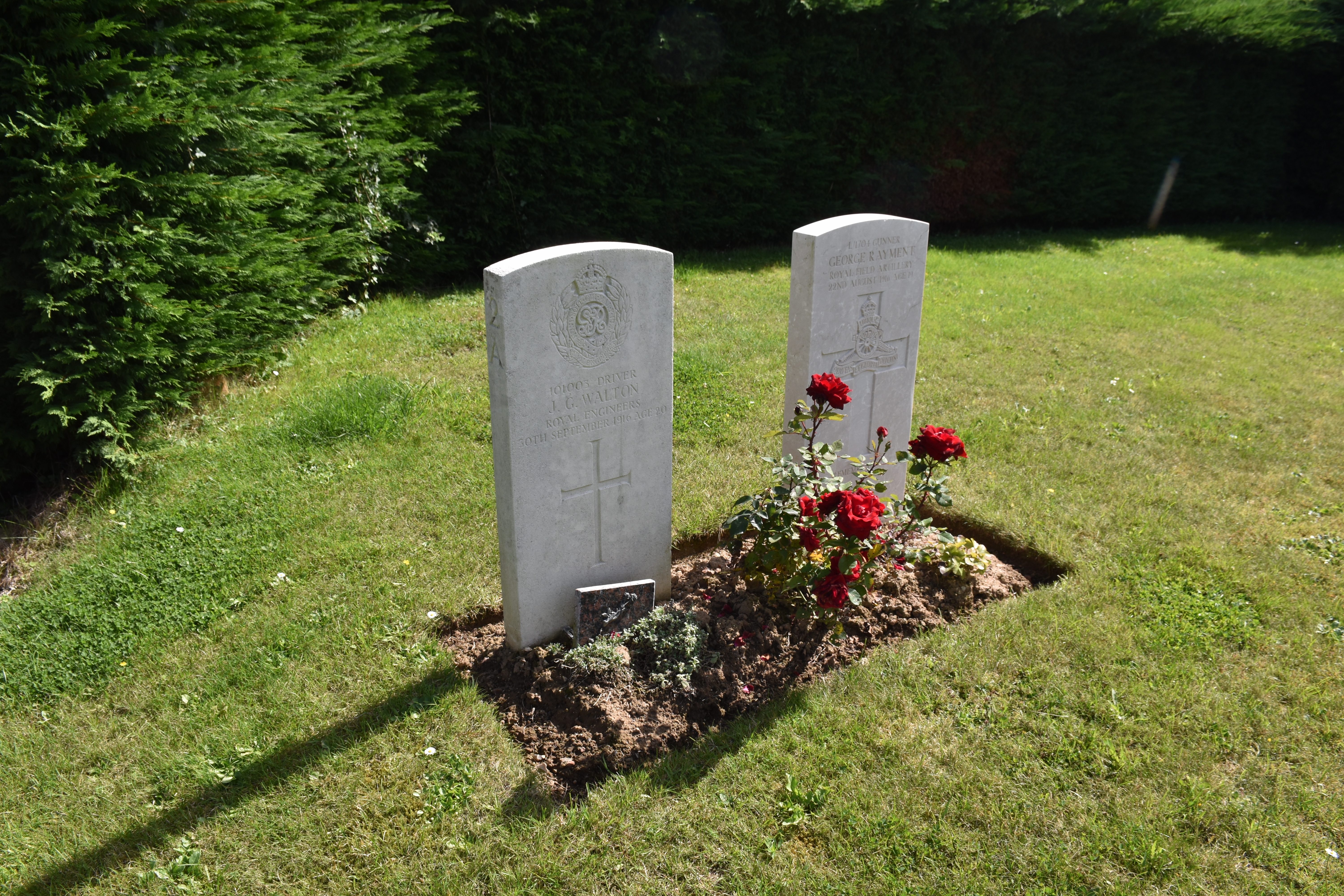

## Sépultures
| Pays             | Sépultures |
| ---------------- | ---------- |
| Royaume-Uni      | 51         |
| Nouvelle-Zélande | 1          |
| Total            | 52         |